# Faits divers
Faits divers, fait-divers (fr. rozmaitości) – gatunek dziennikarski, odmiana notatki, która zawiera informacje o niezwykłym splocie wydarzeń. Faits divers mają wywołać u odbiorcy zaskoczenie. Są na ogół skonstruowane w ten sposób, że trudno jest od razu poznać przyczynę zdarzenia – odbiorca próbuje ją odgadnąć. 
Forma faits divers zależy od splotu, przebiegu i zakończenia wydarzeń. Niezwykłość tego gatunku polega na niewspółmierności przyczyny i skutku. Obecnie w prasie francuskiej najczęściej jest to rubryka prezentująca przebieg minionego dnia, czyli jest kroniką wydarzeń lub kroniką wypadków.
Faits divers są z powodzeniem wykorzystywane w tygodniku „Polityka” w rubryce „Polityka i obyczaje”.